# Dragon Quest Builders
 (février 2021).
Si vous disposez d'ouvrages ou d'articles de référence ou si vous connaissez des sites web de qualité traitant du thème abordé ici, merci de compléter l'article en donnant les références utiles à sa vérifiabilité et en les liant à la section « Notes et références ».
Dragon Quest Builders est un jeu vidéo d'action-RPG et bac-à-sable développé et édité par Square Enix. Il est sorti en janvier 2016 au Japon puis en octobre 2016 en Amérique du Nord et Europe sur PlayStation 4 et PlayStation Vita. Il est sorti, par la suite, sur Nintendo Switch en février 2018. Il s'agit d'une série dérivée à la franchise Dragon Quest. Le jeu dispose d'un style graphique en blocs et introduit un système de collecte et de construction comparable au jeu Minecraft.
Une suite intitulée Dragon Quest Builders 2 est sortie sur PlayStation 4 et Nintendo Switch en 2019.

## Système de jeu
C'est un jeu de construction/aventure/RPG, prenant place dans un monde graphiquement cubique et entièrement envahi de monstres.
Le joueur doit simplement reconstruire 4 villages (il y a 4 chapitres). Pour cela, il possède l’étendard de l'espoir qui regroupe les villageois, lesquels donnent les quêtes principales et secondaires. L'étendard produit la zone de lumière et sert d'indicateur dans la reconstruction, les salles en dehors ne comptent pas car les villageois restent toujours dans la lumière. Le joueur est complètement libre, il lui sera demandé de construire des bâtiments spéciaux à partir de plans, ou d'en améliorer par ajout de décorations. Certains villageois sont des gardes et surveillent la ville constamment pour aider le joueur, d'autres peuvent l'accompagner à l'aventure ou rester en ville et faire de la nourriture ou des matériaux.
L’étendard calcule le score du village et augmente son niveau grâce aux salles. Chaque chapitre demande de se concentrer sur certains objectifs en particulier (le chapitre 3 exige qu'on améliore les bains, sans imposer une chambre pour chaque villageois, le chapitre 1 force à construire un fourneau mais sans imposer la construction d'une salle précise). Construire des salles et les améliorer parait méthodique, de plus les salles apportent des bonus passifs : le vestiaire permet au villageois de se changer, la salle du trône aussi mais améliore leurs armes pour repousser les attaques plus efficacement et toutes les salles ayant un établi et un coffre deviennent une usine que les villageois feront tourner toute la journée.
| LES SALLES |
| --- |
| Une salle est bâtie en plaçant des murs de 2 cubes de haut, avec pour référence la hauteur du sol, de manière à faire un endroit clos par une porte (de 2 blocs de haut obligatoirement puisque c'est la taille du personnage), on peut mettre autant de portes qu'on le souhaite mais surtout une source de lumière à l'intérieur. Les murs peuvent être de n'importe quel bloc. Le sol peut être creusé de 1 bloc, seuls les blocs à hauteur de la porte sont importants, il ne faut pas de trou sur ces 2 hauteurs. |
| Le score d'une salle se calcule selon la matière des blocs de mur et de sol (la terre est le score le plus bas), le nombre et la qualité des décorations, et la taille et le type de la pièce (jardin, chambre, cuisine, etc.). Certaines pièces évoluent : une chambre avec des haltères devient une chambre d'athlètes, une chambre à 4 lits devient un gîte, à 6 lits une auberge, puis une auberge chic en plaçant un éclairage chic (cela dit bien que rien dans le jeu mais seulement l'opinion personnelle du joueur indique qu'une décoration est chic : techniquement la torche en bois est basique et l'applique au mur est chic). Aussi les salles sont empilables, il est donc possible de construire un village en hauteur pour prévenir toute destruction par les monstres. |

Dans chaque chapitre, les villages donnent au joueur un établi différent pour des recettes différentes permettant de construire des salles spécifiques au chapitre (le chapitre 2 permet de fabriquer des vases nécessaires pour une infirmerie). Le joueur doit s'adapter à ses outils, il regrettera parfois les grosses armes du fourneau, compensées par les mécaniques de pièges du fer à souder. Il faut aussi surveiller sa faim.
Pour avancer, le joueur a besoin de partir à l'aventure, combattre des monstres, miner les ressources, récupérer un objet, ramener un allié perdu, repousser des attaques en ville.
Il reçoit éventuellement des téléportails pour accéder à 3 autres îles et donc d'autres nouvelles ressources.
Les différentes zones d'un chapitre sont séparées par un vide camouflé par la mer, il est impossible de nager ou de les relier car le jeu refuse qu'un bloc soit posé là où la terre s'arrête. L'eau est aussi bloquée à la hauteur de la mer, il est impossible de faire des lacs en hauteur ou des cascades.
Finalement, le joueur clôt un chapitre en battant le chef des monstres, qui abandonne un trésor à recycler en clé pour ouvrir le prochain chapitre.
Il y a un 5e chapitre que l'on qualifiera de mode créatif, il reprend tous les environnements explorés et contient toutes les possibilités du jeu dans la même partie.

## Histoire
Le jeu se tient chronologiquement après le premier Dragon Quest, dans une ligne temporelle où le héros a vu la mauvaise fin et laisse le monde aux mains de Lordragon, ce dernier utilise la sphère de lumière pour sceller le pouvoir de création des humains: Ils deviennent incapables de casser des blocs, de prendre la ressource, incapables de la transformer, de la poser, etc. Ils partent donc et survivent aux monstres par leurs migrations, incapables de réparer une arme, ils fuient et oublient lentement leur culture, le moindre livre devient un message crypté et tout ce qui se porte à la bouche devient de la gastronomie. Cependant, ils peuvent encore copier la création quand ils la voient et s'en inspirer.
Lordragon attend que l'humanité disparaisse mais doit affronter les idées de quelques monstres estimant que leur vengeance est accomplie et commence à les épargner.
Le joueur se réveille dans un tombeau, il entend la déesse Rubiss l'implorer de reconstruire le monde avec le don qu'il a conservé miraculeusement (grâce à son ascendance: le héros déchu) il n'est cependant pas un héros, dans le sens où il ne monte pas en niveau et ne peut se renforcer que par la qualité de son équipement.
Au chapitre 1, Il doit affronter les ravages du golem de Cantelin qui protégeait ce village mais a fini par tuer tout le monde, ne reconnaissant plus ces gens comme des humains mais comme des monstres (le jeu laisse penser que la peur les a poussé aux pires abominations dont le cannibalisme d'autant plus que certains monstres copient les formes humaines).
Au chapitre 2, il doit affronter la maladie, ou plutôt les altérations d'états (paralysie, poison, faim) qui évince Rémuldar, la cité des eaux devenues empoisonnées
Au chapitre 3, on trouve enfin la résistance à Kol, des humains capables de combattre mais à l'armement très limité bien qu'ils ont beaucoup d'idées, notamment l'arme magique pour vaincre les monstres élémentaires.
Au chapitre 4, on atteint Tentagel et ça n'est plus qu'une terre maudite. La princesse est retrouvée transformée en statue, le château trop ruiné pour accueillir la venue du prochain héros. Le bâtisseur légendaire tel qu'on l'appelle, devra se préparer à affronter les forces de Lordragon bien qu'on lui rappelle sans cesse qu'il n'est pas un héros.